# Franciszek Adamski (profesor)
Franciszek Adamski (ur. 18 sierpnia 1930 w Babicy) – polski socjolog, pedagog społeczny, prof. dr hab. nauk humanistycznych o specjalności socjologia kultury, socjologia religii i socjologia rodziny.

## Życiorys
W 1964 obronił doktorat w Uniwersytecie Jagiellońskim, habilitacja – Uniwersytet Łódzki w 1971. Tytuł profesora uzyskał 19 kwietnia 1990. W latach 1972–1981 był kierownikiem Katedry Socjologii Rodziny Katolickiego Uniwersytetu Lubelskiego. Od 1980 profesor KUL, a od 1989 Uniwersytetu Jagiellońskiego. Od 1989 kierownik Zakładu Pedagogiki Społecznej UJ, a od 1996 dyrektor Instytutu Pedagogiki tej uczelni. Od 1999 przewodniczący Rady Programowej CKE MEN. Był zaangażowany w działalność NSZZ „Solidarność”, był również członkiem Komisji Episkopatu ds. Środków Społecznego Przekazu oraz ds. Kultury.
Główną problematyką pracy naukowo-badawczej Franciszka Adamskiego jest socjologia rodziny i wychowania oraz przemiany w kulturze religijnej polskiego społeczeństwa w zakresie społecznego nauczania Kościoła. Jako pierwszy w Polsce przeprowadził badania nad skutecznością oddziaływania treści propagandowych kultury masowej na wzorce i zachowania rodziny. Jest autorem programu badawczego: „Katolicki model rodziny a współczesna polska rodzina”. Zebrany materiał badawczy został zamieszczony w tomach „Studiów nad rodziną”. Jako pracownik KUL i UJ włączył tę tematykę w obszar zainteresowania zagranicznych ośrodków badawczych. Jest autorem ponad 100 prac naukowych.
Jest laureatem Nagrody im. Sługi Bożego Jerzego Ciesielskiego – ojca rodziny (2007) za pracę na rzecz umacniania rodziny.

## Publikacje (wybór)
- Modele małżeństwa i rodziny a kultura masowa, 1970
- Socjologia małżeństwa i rodziny, 1982
- Rodzina między sacrum a profanum, 1986
- Ateizm w kulturze polskiej, 1993
- Edukacja – rodzina – kultura, 1999
- Rodzina. Wymiar społeczno-kulturowy, Wydawnictwo Uniwersytetu Jagiellońskiego, Kraków 2002
- Miłość, Małżeństwo, Rodzina, pr. zb. pod red. F. Adamskiego, Wydawnictwo PETRUS, Kraków 2009
- Socjologia religii, pr. zb. pod red. F. Adamskiego, Wydawnictwo PETRUS, Kraków 2010
- Wychowanie w rodzinie pr. zb. pod red. F. Adamskiego, Wydawnictwo PETRUS, Kraków 2010
- Wychowanie osobowe pr. zb. pod red. F. Adamskiego, Wydawnictwo PETRUS, Kraków 2011
- Ateizm oraz irreligia i sekularyzacja, pr. zb. pod red. F. Adamskiego, Wydawnictwo PETRUS, Kraków 2012
- Człowiek istota religijna i rodzinna, Wydawnictwo PETRUS, Kraków 2012